# Dendrobium exasperatum
Dendrobium exasperatum är en orkidéart som beskrevs av Rudolf Schlechter. Dendrobium exasperatum ingår i släktet Dendrobium, och familjen orkidéer. Inga underarter finns listade i Catalogue of Life.